# Saint-Géron
Saint-Géron é uma comuna francesa na região administrativa de Auvérnia-Ródano-Alpes, no departamento de Alto Loire. Estende-se por uma área de 10,73 km². Em 2010 a comuna tinha 258 habitantes (densidade: 24 hab./km²).